# Aermacchi AL-60

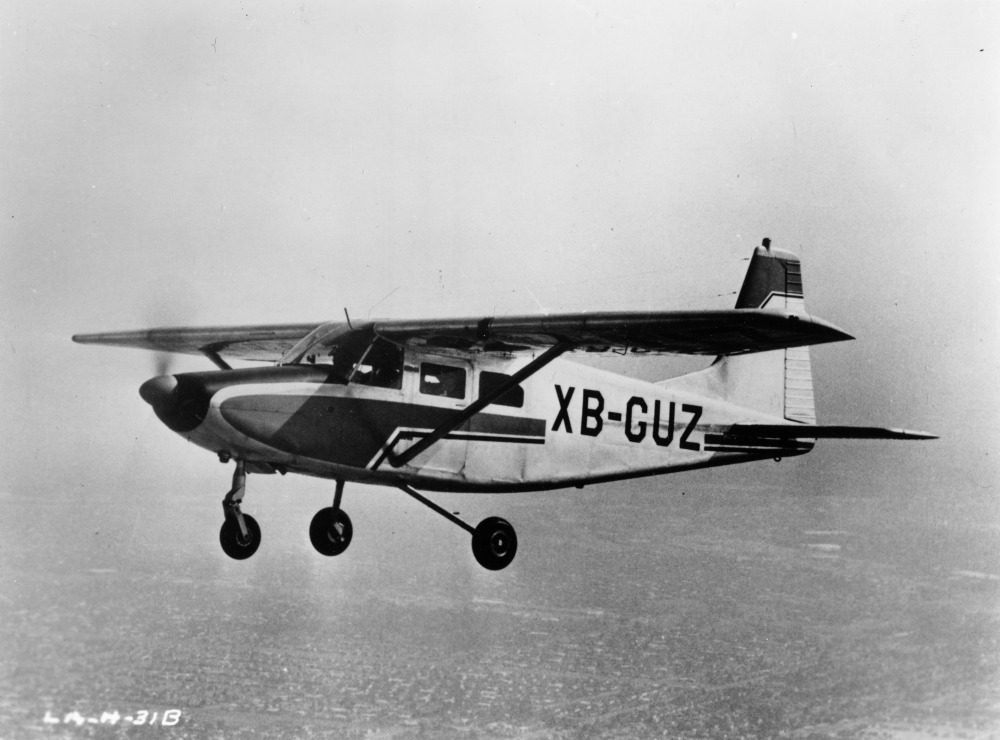
Lockheed-Azcárate LASA-60.

L'Aermacchi AL-60 est un monoplan monomoteur utilitaire conçu chez Lockheed aux États-Unis, qui n'est pas produit en série dans ce pays mais au Mexique et surtout en Italie.

## Un avion pour le Mexique

### Lockheed L-402
Fin 1955, Al Mooney (en) entre au bureau d’études Lockheed-Marietta, en Géorgie. Il y dessine en 1959, pour les besoins du marché mexicain, le M-22 (en), un monoplan utilitaire monomoteur pour 1 pilote et 5 passagers, entraîné par un moteur Continental TSIO-470 de 260 ch. Cet avion, assez comparable au Cessna 182 prend chez Lockheed la désignation L-402, mais deux exemplaires seulement sont réalisés à Marietta [N601K et N601L/XB-GUZ/N1601L]. Destinés à la mise au point de l’appareil et à sa certification, qui est obtenue en 1960, le premier prototype réalise son vol inaugural le 15 septembre 1959. Al Mooney (en) se rend au Mexique pour y lancer la production de l’appareil, tout comme en Argentine, mais ce pays préfère finalement acheter la licence du Cessna 182.

### LASA-60
Lockheed n’estimant pas rentable de produire aux États-Unis le L-402, une coentreprise est constituée avec le General Luis Azcarate et une usine construite à San Luis Potosi, au Mexique. L’avion devient donc Lockheed-Azcarate SA 60 ou LASA 60. Il s'agit d'un appareil de 6 places à train tricycle doté d'un moteur Continental IO-470-R de 250 ch. 44 exemplaires sont construits (c/n 1001/1044), dont 18 pour la Fuerza Aérea Mexicana qui les utilise de 1961 à 1969 dans des missions de recherche et sauvetage (SAR).

## La filière italienne

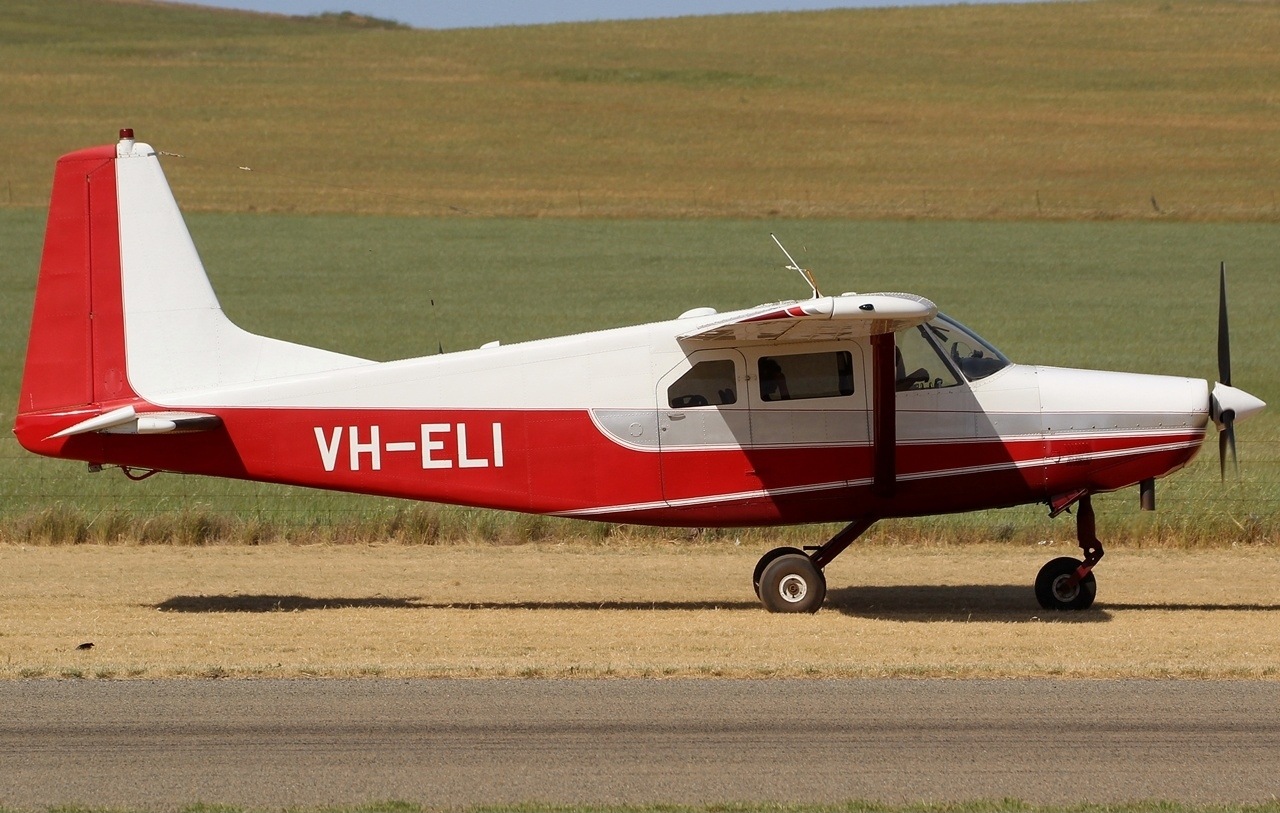
Un Aermacchi-Lockheed AL-60B-2 en Australie.

### Aermacchi AL-60B Santa Maria
Le constructeur italien Aermacchi fit l’acquisition d’une licence de production du Lockheed L-402. Dans sa forme originale à train tricycle Aermacchi a produit 85 appareils jusqu’en 1970, soit :
- 4 Aermacchi AL-60B-1.
- 81 Aermacchi AL-60B-2.

Outre les AL-60B vendus à des clients civils aux États-Unis et livrés en vol (au moins 15 appareils), ou en France (5 appareils immatriculés), l'Aermacchi AL-60B-2 est exporté vers la Rhodésie. Une certaine confusion entoure encore aujourd’hui ces avions. En effet la Rhodésie avait acheté un lot de North American T-28 Trojan reconditionnés en France en 1966 (Les anciens T-28 Fenec de l'Armée de l'air), mais ils ne sont jamais livrés sous la pression des États-Unis. À la place le gouvernement de Salisbury parvient à se faire livrer une dizaine de AL-60B-2, qui sont assemblés sur place et baptisés AL-60F-5 Trojan pour créer la confusion (certains historiens continuent à affirmer que la Rhodésie utilisa 42 Aermacchi AM.3C). Les AL-60B-2 rhodésiens sont affectés au No 4 Sqdn, jusqu’à leur remplacement en janvier 1976 par des Reims-Cessna FTB 337G Lynx. Un exemplaire (peut-être deux) est utilisé par l’armée de l’air mauritanienne de 1973 à 1998.

### Aermacchi AL-60C Conestoga
Pour les besoins du marché africain est développé en Italie un modèle à train classique (donc avec une roulette arrière) qui est produit sous divers modèles désignés AL-60C-1 à AL-60C-6. Les AL.60C-5 sont destinés aux opérations au Canada. En Afrique du Sud Atlas Aircraft Corporation doit produire 40 exemplaires sous licence, avec la désignation Atlas C4M Kudu. Le premier vol à lieu le 16 juin 1975. Livrés à la SAAF à partir de juillet 1976 pour remplacer des Cessna 185 (en), ils sont utilisés simultanément avec les Aermacchi AM.3 CM Bosbok par les no 41 et no 42 Squadrons et une unité d'instruction. Ces avions sont largement utilisés dans les opérations de surveillance de la frontière avec l’Angola, jusqu’à leur remplacement entre 1985 et 1991 par des Cessna 208 Caravan 1.